# Bastion Garibaldi
Le Bastion Garibaldi (en italien : Bastione Garibaldi), anciennement Baluardo delle Monache, est l'un des six bastions qui composent l'enceinte de Grosseto (province de Grosseto en Toscane).
, Le bastion est situé au sommet nord-ouest des remparts de Grosseto, près de Porta Nuova .

## Histoire
Le bastion a été construit dans la seconde moitié du XVIe siècle, lors de la reconstruction des murs par les Médicis sur un projet de Baldassarre Lanci ; les travaux ont été réalisés en 1577 ous la direction de Simone Genga. Pour sa construction et l'ouverture du chantier, l'église de San Benedetto et les dépendances du couvent de la Santissima Annunziata ont été démolies, et pour cela le bastion a reçu la dénomination de rempart des Religieuses. 
Utilisé pour le pâturage entre les XVIIe siècle et XVIIIe siècle et acheté comme les autres bastions par le riche citoyen de Grosseto Gaspero Valeri en 1783, il fut complètement démilitarisé et transformé en parc public après 1833. En 1845 une rampe fut construite et en 1854 une grille en bois pour permettre l'accès aux jardins ; la porte en bois sera ensuite remplacée par une porte en fer à partir de 1872 avec un projet d'Antonio Angeli.
Le bastion a pris le nom de bastion Cavallotti à partir de 1899, lorsque le buste de Felice Cavallotti a été placé ici. En 1930, le monument à Giuseppe Garibaldi, de Tito Sarrocchi qui se trouvait sur le rempart de San Francesco depuis 1884, y fut transféré pour permettre la transformation de ce dernier en "Parco della Rimembranza". Depuis lors, le bastion a reçu la dénomination de bastion Garibaldi. 
Dans les années 1920, l'idée de construire un espace de rencontre et de loisirs sur ce bastion avait commencé à faire son chemin, et l'arpenteur Sergio Manescalchi présenta un projet de cinéma et de patinoire en plein air. 
Cette proposition échoua, cependant le projet fut récupéré et modifié et au début des années trente la structure de l'Eden Bar avec salle de bal fut construite au centre du bastion : en 1940 le Parti national fasciste lui ordonna l'agrandissement, confiée à l'ingénieur Ernesto Ganelli, et confiée à l'Opera Nazionale Dopolavoro pour gérer, tandis qu'après la guerre, entre 1961 et 1964, le bâtiment a subi de nouveaux changements substantiels à la demande de l'entrepreneur Lionello Montefiori. La porte de fer a été éliminée pendant la Seconde Guerre mondiale en raison de la nécessité de fondre le métal à des fins de guerre.

## Description
Le bastion Garibaldi, comme tous les autres bastions des murs de Grosseto, a une forme polygonale et une base escarpée en continuité avec la courtine au-dessus ; c'est le seul bastion dépourvu d'embrasure à canon. 
À la suite de la démolition de la Porta Nuova  préexistante , la passerelle piétonne le long des murs descend du côté est du rempart, pour traverser Corso Carducci à niveau et remonter au bastion Rimembranza.

## Galerie

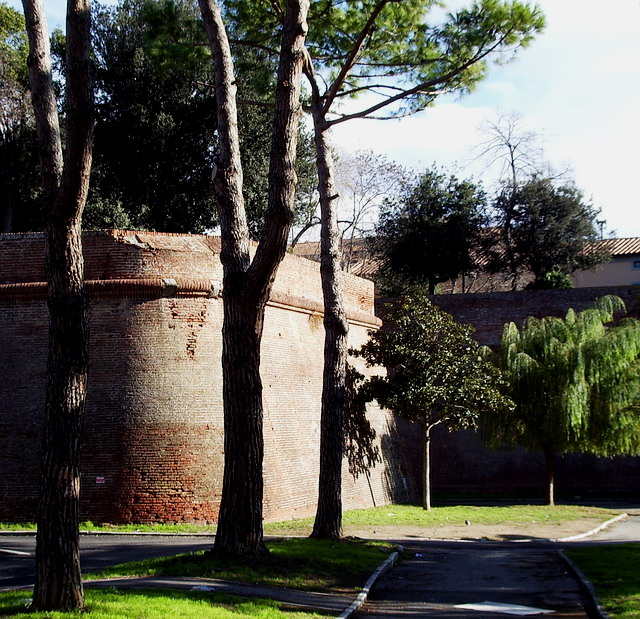
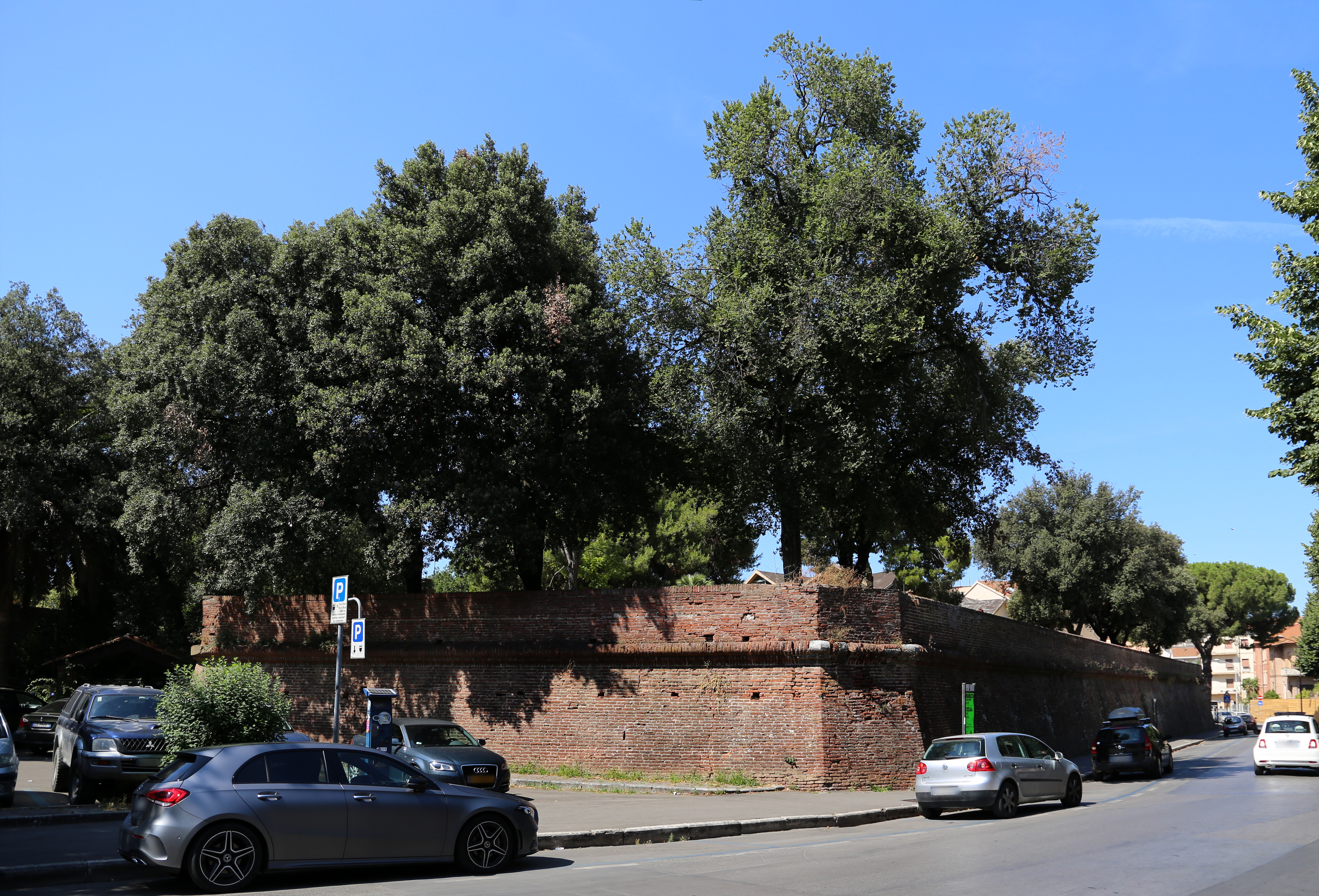